# 丹尼尔·松登-库尔贝里
丹尼尔·松登-库尔贝里（瑞典語：Daniel Sundén-Cullberg，1907年4月6日—1982年1月27日），瑞典男子帆船运动员。他曾代表瑞典参加1932年夏季奥林匹克运动会帆船比赛，获得一枚铜牌。